# Doprava v Písku
Písek, jihočeské okresní město, je důležitým dopravním bodem v celém svém okolí. Vedou sem autobusové i železniční spoje a prochází tudy mnohé silnice první třídy.

## Veřejná

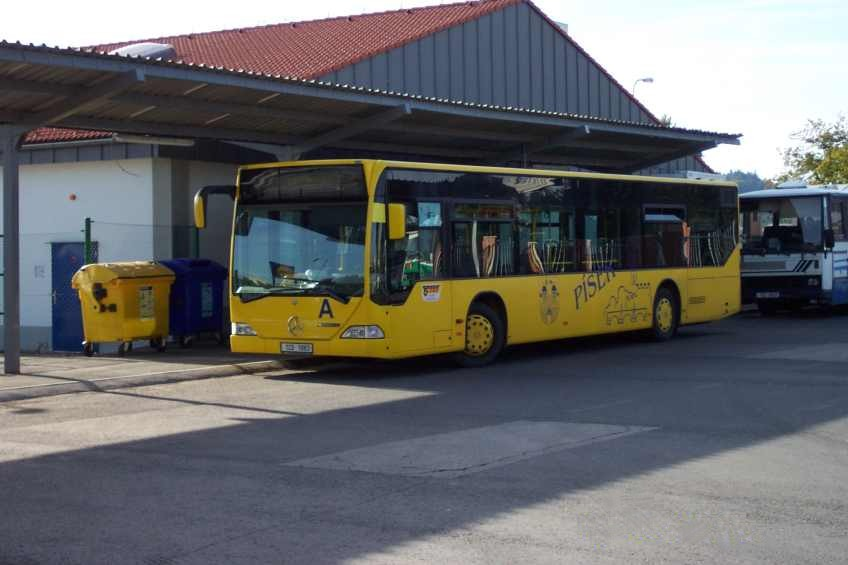
Městský autobus typu Mercedes Citaro na místním autobusovém nádraží

Na jihozápadě města se nachází hlavní nádraží, na severovýchodě je stanice Písek město, na jihu zastávka Písek jih a na severozápadě Písek zastávka. Severozápadně od města, u průmyslové zóny leží ještě zastávka Písek-Dobešice. Z Písku vedou železniční tratě č. 201 do Tábora, 200 přes Březnici do Zdic na trati Praha – Plzeň a dále do Prahy a elektrizovaná spojka přes Putim do Ražic nebo Protivína na trati České Budějovice – Plzeň.
Město má též velké autobusové nádraží (na počátku 21. století bylo však zhruba o třetinu zmenšeno vzhledem k výstavbě nedalekého supermarketu), umístěné je nedaleko železničního. Obě se však v porovnání s jinými městy nacházejí relativně daleko od centra. Kromě hlavního autobusového terminálu tak meziměstské spoje využívají i zastávku Sedláčkova u železniční stanice Písek-město.
Městskou dopravu obstarávají autobusy Mercedes-Benz Conecto a Irisbus Citelis 12M CNG. Jejich provozovatelem je ČSAD Autobusy České Budějovice, a.s. Zvláštností místního autobusového provozu je fakt, že zde je více linek než autobusů; vozy často mezi linkami přejíždějí.

## Automobilová

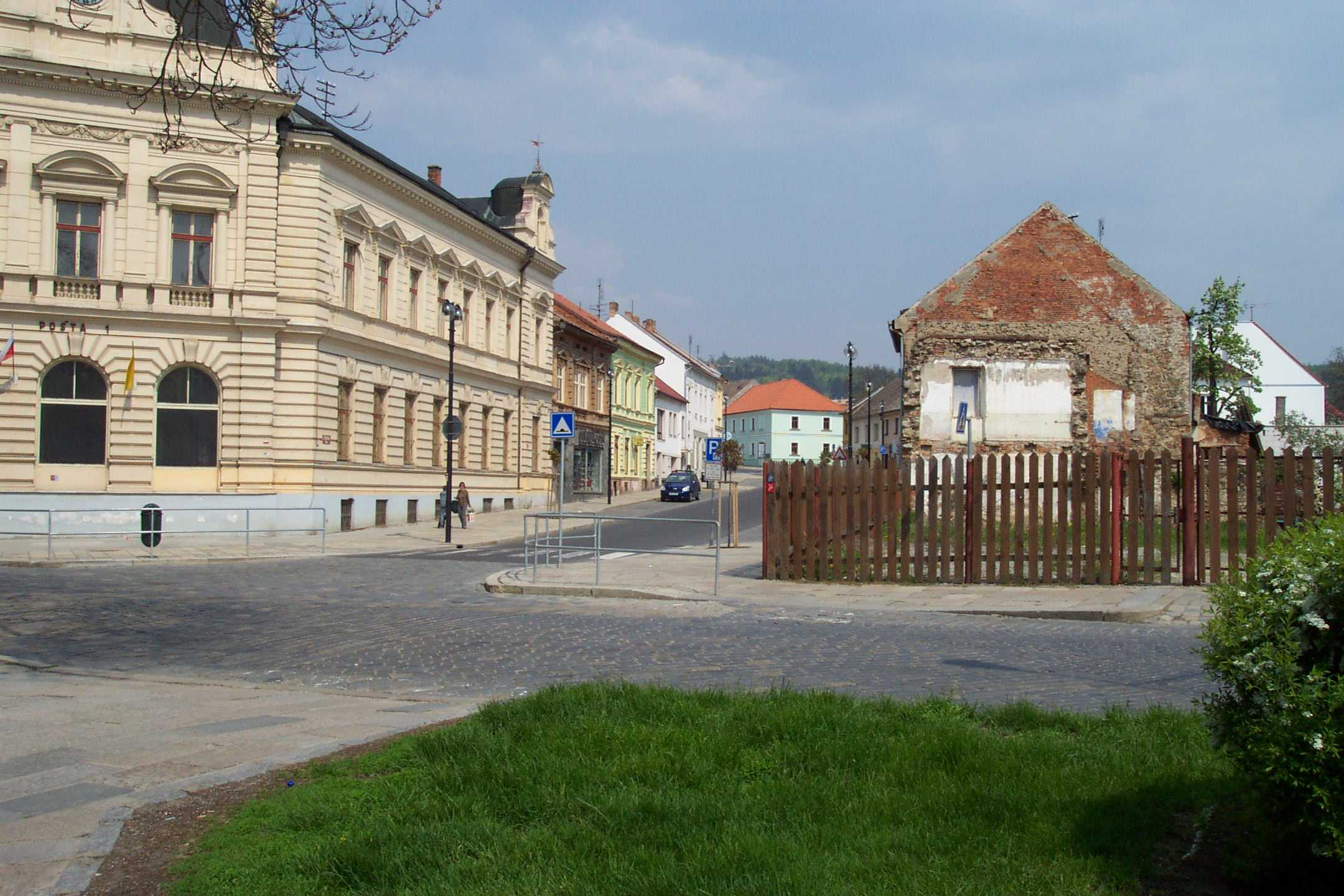
Při rekonstrukcích některých ulic na počátku 21. století byla zmenšena vozovka a rozšířily se více plochy pro pěší.

Z Písku vychází silnice 1. třídy č. 29 do Tábora a podél jeho jižního okraje vede silnice č. 20 vedoucí do Českých Budějovic a další do Plzně a Prahy. (Prvních cca 10 km bylo přestavěno jako moderní čtyřproudová komunikace).
Ve městě je vybudován silniční obchvat (vznikal již od začátku 90. let), který spojuje silnici od Českých Budějovic do Prahy, bez nutnosti aby řidič sjížděl do města; v podstatě lze město objet po jeho východní, jižní i západní straně (zvláště poslední dvě uvedené jsou dimenzované na relativně hustý provoz).
Písek je také známý díky speciálnímu bezpečnostnímu opatření, jež bylo provedeno na Táborské ulici, nacházející se na východě města. Tato ulice je přemostěna železnicí, podjezd je relativně nízký. Často zde docházelo k nehodám, při kterých byl most nadzdvižen, což mohlo vážně ohrozit bezpečnost železniční dopravy. Proto tak byly z obou stran nedaleko od mostu instalovány speciální tyče, zavěšené na kovové konstrukci ve stejné výšce jako je most, aby bylo fyzicky zabráněno střetu vysokého vozidla s mostem.
Kromě toho také na počátku 21. století přibyly kruhové objezdy; přebudovány byly některé nebezpečné křižovatky. V historickém centru města také vzrostl počet pěších zón, v rámci toho se také někde i rozšířily chodníky na úkor vozovky.
V dnešní době byla vybudována další část rychlostní komunikace směrem do Prahy. Nyní je možno po čtyřproudové silnici dojet až na mimoúrovňovou křižovatku Nová Hospoda otevřenou v listopadu 2007 a zde se napojit na dálnici D4 do Prahy nebo pokračovat po silnici I/20 směrem na Blatnou, Nepomuk a Plzeň.